# Homeless (canção de Leona Lewis)
"Homeless" é uma canção gravada pela cantora e compositora britânica Leona Lewis para o seu álbum de estúdio de estreia, Spirit (2007). A sua letra foi escrita pelo compositor sueco Jörgen Elofsson, tendo a produção e arranjos ficado sob o comando de Steve Mac. Musicalmente, é uma balada de R&B com instrumentação simples consistente, em sua essência, em um piano e uma guitarra. O conteúdo lírico revolve em torno de uma mulher que se auto-descreve como uma "sem-abrigo" na ausência do seu namorado, ficando, então, ansiosamente à espera que ele retorne. Em geral, o tema foi recebido com opiniões mistas pela crítica especializada em música contemporânea, com algumas resenhas fazendo elogios ao desempenho vocal de Lewis e outras criticando a sua composição "insípida". Aquando do lançamento inicial de Spirit no Reino Unido, "Homeless" estreou no 173.º posto da tabela musical de canções devido a um forte registo de vendas digitais naquele território. A artista interpretou a faixa em 2008 no concerto KISS, promovido anualmente pela estação de rádio WXKS-FM, juntamente com "Bleeding Love" (2007) e "Better in Time" (2008). Além disso, a canção foi inclusa no repertório da digressão de estreia da cantora, The Labyrinth, em 2010.

## Estrutura musical e conteúdo
"Homeless" foi gravada no estúdio Rockstone na cidade de Londres, Inglaterra, após ter sido escrita pelo compositor sueco Jörgen Elofsson, enquanto Steve Mac ficara no comando da produção e arranjos. É uma balada de rhythm and blues (R&B) poderosa, com duração de três minutos e cinquenta segundos. A canção é definida no compasso de tempo comum na tonalidade de Si menor com um andamento que se desenvolve no metrónomo de 68 batimentos por minuto. A instrumentação é providenciada pelo piano e uma guitarra. O alcance vocal de Lewis por pouco atinge duas oitavas à medida que parte da nota baixa de Lá3 até à nota alta de Si5. As letras do tema giram em volta da artista enquanto essa espera que o seu namorado regresse a casa, onde ela o aguarda ansiosamente, pois se sente como uma sem-abrigo na sua ausência. As letras iniciais são "Waiting here for you to call me / For you to tell me that ev'rything's a big mistake." Nick Levine, do blogue britânico Digital Spy, descreveu os vocais da cantora na frase "In this cold I'm walking aimless, feeling helpless" como "um tour de force de desespero e miséria".

## Recepção crítica
"Homeless" recebeu opiniões mistas pelos críticos especialistas em música contemporânea. Na sua resenha de Spirit para a Virgin Media, Matt O'Leary elogiou a música, bem como "I Will Be", e escreveu que quando a ênfase é puramente colocada nos vocais da cantora sem muitas "decorações lustrosas de produção", a sua "unicidade tem caminho livre para brilhar". Levine foi crítico para com a canção em geral, no entanto, apreciou alguns dos elementos da sua composição. Embora tenha achado que a obra era "quase insuportavelmente sem vida", vangloriou a nota contínua que Lewis sustém durante a ponte, e escreveu que o "'eeeeeeyeeaayaaaaay' de doze segundos que salta/inicia o crescendo de 'Homeless' é um dos momentos pop mais deslumbrantes do ano." Kitty Empire, para o The Guardian, escreveu: "a voz da intérprete é impressionantemente elástica ao longo [da faixa] mas carece de algum estilo. É demasiado perfeita, saltando entre notas tão altas quanto as montanhas, nunca sendo atraente, e nunca transgredindo [as regras]." Um analista do The Sun descreveu o tema como uma obra "encharcada-de-cordas" e "derramadora-de-lágrimas".

## Apresentações ao vivo

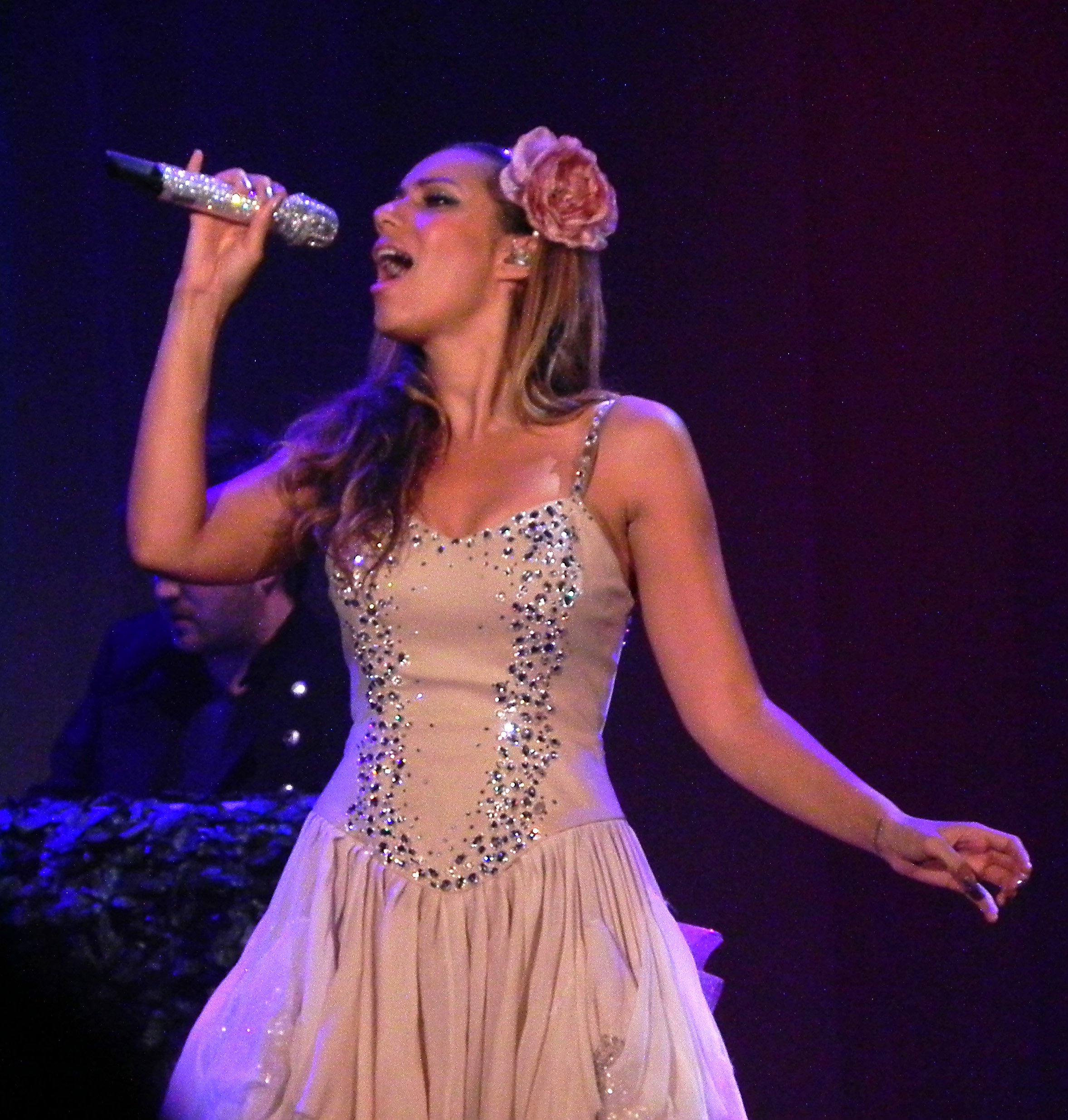
Lewis durante a apresentação de "Homeless" em um concerto da digressão The Labyrinth em 2010.

Lewis interpretou o tema pela primeira vez no Concerto KISS anual da estação de rádio WXKS-FM em 2008, juntamente com "Bleeding Love" (2007) e "Better in Time" (2008). A obra foi também inclusa no repertório da digressão de estreia da artista, The Labyrinth, em 2010, sendo interpretada como a décima quinta canção do setlist. Por consequência disso, "Homeless" acabou por aparecer no álbum ao vivo The Labyrinth Tour – Live at the O2 (2010), que compila todos os temas cantados pela intérprete durante a paragem da digressão na Arena O2 em Londres. Chris Osuh, do Citylife, elogiou o desempenho ao vivo da artista, escrevendo que "'Homeless' fez troça do repertório cintilante de faixas de destaque, emoldurando os vocais superlativos perfeitamente."

## Alinhamento de faixas
Na versão padrão de Spirit, "Homeless" é a terceira faixa. Na edição deluxe do álbum, também ocupa o terceiro lugar com uma nova versão.
- Spirit (#88697222432)[12]

1. "Homeless" (versão do álbum) — 3:50

- Spirit — The Deluxe Edition (#88697359692)[13]

1. "Homeless (versão de 2008) — 3:50

## Créditos
Os créditos seguintes foram adaptados do encarte do álbum Spirit (2007):
Locais de gravação
| - Vocais gravados no estúdio Rockstone em Londres, Inglaterra; - Instrumentos de cordas gravados no estúdio Air Lyndhurst em Londres, Inglaterra; | - Masterizada no estúdio Universal Mastering em Nova Iorque, Estados Unidos; - Publicado por BMG Music Publishing Scandinavia AB. |

Pessoal
| - Carmen Reece — vocais de apoio - Chris Laws — edição Pro Tools, gravação vocal - Daniel Pursey — gravação vocal - Dave Arch — piano, arranjos de cordas | - Geoff Foster — gravação de cordas - Ian Thomas — bateria - Jörgen Elofsson — composição - Steve Mac — produção e arranjos, teclado, sintetizador | - Steve Pearce — baixo - Ren Swan — engenharia de mistura - Vlado Meller — masterização |

## Desempenho nas tabelas musicais
Após o lançamento de Spirit, "Homeless", conforme os dados publicados a 24 de Novembro de 2007, estreou no número 173 da tabela musical de canções do Reino Unido devido a fortes vendas digitais.
| País — Tabela musical (2007)                       | Posição de pico |
| -------------------------------------------------- | --------------- |
| Reino Unido — Official Singles Chart Top 100 (OCC) | 173             |